# Yoshinari Hyakutake
Yoshinari Hyakutake (jap. 百武 義成 Hyakutake Yoshinari; ur. 21 listopada 1977) – japoński piłkarz występujący na pozycji obrońcy.

## Kariera klubowa
Od 1996 do 2000 roku występował w klubach Cerezo Osaka i Denso.